# Górnik (Ciemnik)
Górnik – część wsi Ciemnik w Polsce, położona w województwie zachodniopomorskim, w powiecie stargardzkim, w gminie Ińsko, sołectwo Ciemnik.
W latach 1975–1998 Górnik administracyjnie należał do województwa szczecińskiego.